# Шаховський Дмитро Іванович
Дмитро Іванович Шаховський (1861 — 1939) — російський історик, публіцист, політик.
У студентські роки був ідейним лідером гуртка «Братства», куди входив його найближчий друг В. І. Вернадський.
Один із засновників кадетської партії, член її ЦК. Депутат I Державної думи, де був її секретарем. У Тимчасовому уряді займав пост міністра державного піклування. Входив до «Тактического центра» — підпільної антибільшовицької організації в Москві (весна 1919).
Відійшов від політичної діяльності у 1920 після короткочасного арешту. Працював у кооперації, займався літературною працею. Досліджував творчість П. Я. Чаадаєва.
У 1938 був заарештований і незабаром розстріляний.